# Anka Berus
Anka Berus (Split, 16. prosinca 1903. – Zagreb, 2. lipnja 1991.) bila je antifašistkinja, hrvatska političarka u SFR Jugoslaviji, junakinja socijalističkog rada i narodna heroina Jugoslavije, junakinja socijalističkog rada. Prva žena ministrica u Hrvatskoj. Sestra hrvatskog političkog uznika i domoljuba Lava Znidarčića.

## Životopis
Rođena je 16. prosinca 1903. godine u Splitu. Osnovnu školu i gimnaziju završila je u rodnom gradu, a od 1922. do 1926. godine studirala je na Filozofskom fakultetu u Ljubljani. Radničkom pokretu priključila se kao studentica.
Revolucionarno djelovanje nastavila je i kao profesorica gimnazije u Splitu od 1926. do 1936. godine. Zbog toga je dolazila u sukob sa školskom upravom. U siječnuju 1929. godine, povezala se s Pokrajinskim komitetom KPJ za Dalmaciju i aktivno radila u njegovoj tehnici. Članica Komunističke partije Jugoslavije postala je 1934. godine.
Poslije jedne policijske provale 1936. godine, bila je uhićena i osuđena od Suda za zaštitu države u Beogradu na dvije godine zatvora. Kaznu je služila od 1936. do 1938. godine u Požarevcu. Povratkom u Split, nastavila je s revolucionarnim radom i već 1939. godine ponovno je bila uhićena i upućena u Lepoglavu. Ubrzo je puštena na slobodu, ali je iz Splita bila protjerana u Celje. Tu se povezala s partijskom organizacijom i nastavila s radom u Mjesnom i Sreskom komitetu Komunističke partije Slovenije za Celje. U Celju se nije dugo zadržala, već je ilegalno prešla u Zagreb i zaposlila se. Odmah se uključila u rad Sindikata radnika i službenika prehrambene industrije.
U vrijeme priprema za oružani ustanak, bila je jedan od organizatora mnogobrojnih akcija i diverzija usmjerenih protiv ustaša i njemačkih fašista. U ožujku 1942. godine, Anka se prebacila na partizansko slobodno područje i održavala vezu između ilegalnih partijskih radnika u Zagrebu i partijskih organizacija u NOV Hrvatske. Kao članica Biroa Centralnog komiteta Komunističke partije Hrvatske i instruktor za Hrvatsko primorje, od ožujka do kolovoza 1942. godine, aktivno je radila na širenju Narodnooslobodilačkog pokreta u Primorju, Gorskom kotaru i Istri.
U lipnju 1943. godine, na Prvom zasjedanju Zemaljskog antifašističkog vijeća narodnog oslobođenja Hrvatske bila je izabrana je za vijećnicu ZAVNOH-a, a od studenog 1943., bila je vijećnica Antifašističkog vijeća narodnog oslobođenja Jugoslavije. Od rujna 1943. do listopada 1944. godine, bila je rukovoditeljica i članica Povjerenstva CK KPH za sjevernu Hrvatsku. Nakon oslobođenja Dalmacije, krajem 1944. godine, postala je članicom Oblasnog komiteta KPH za Dalmaciju i Oblasnog Narodnooslobodilačkog odbora za Dalmaciju.
Poslije rata, bila je ministrica u vladi NR Hrvatske od 1945. do 1949., predsjednica Komisije državne kontrole NR Hrvatske od 1949. do 1950. godine, ministrica financija NR Hrvatske od 1950. do 1953., zastupnica u Saboru SR Hrvatske i članica Izvršnog vijeća SR Hrvatske, članica Politbiroa CK KPH, Izvršnog komiteta CK SKH i Centralnog komiteta SKJ, poslanica Savezne skupštine Jugoslavije od 1945. do 1963., članica Saveznog izvršnog vijeća od 1953. do 1956., predsjednica Republičkog komiteta Socijalističkog saveza radnog naroda Hrvatske i članica Savjeta federacije.
Umrla je 2. lipnja 1991. godine u Zagrebu. Pokopana je na zagrebačkom groblju Mirogoju.

## Odličja
Nositeljica je Partizanske spomenice 1941., Ordena junaka socijalističkog rada, Ordena Republike sa zlatnim vijencem, Ordena narodnog oslobođenja i ostalih jugoslavenskih odličja. Ordenom narodnog heroja odlikovana je 24. srpnja 1953. godine.